# Chibchea mapuche
Chibchea mapuche is een spinnensoort uit de familie trilspinnen (Pholcidae). De soort komt voor op het vasteland van Chili en op de Juan Fernández-archipel. 